# Xã Summit, Quận Burt, Nebraska
Xã Summit (tiếng Anh: Summit Township) là một xã thuộc quận Burt, tiểu bang Nebraska, Hoa Kỳ. Năm 2010, dân số của xã này là 478 người.